# Elizabeth Perkins
Elizabeth Ann Perkins (Nueva York, 18 de noviembre de 1960) es una actriz de cine, televisión y teatro estadounidense. Candidata a los Globos de Oro, los Premios Emmy y los Premios del Sindicato de Actores. Conocida por sus intervenciones en películas como Big (1988), The Flintstones (1994), 28 Days (2000), The Ring Two (2005) y la serie de televisión Weeds (2005-2009).

## Biografía
Elizabeth Perkins nació el 18 de noviembre de 1960 en Queens, Nueva York, Estados Unidos y creció en el estado de Vermont. Su padre escribió para Playboy, The Saturday Evening Post y Times Mirror Co, por ello su ambición secreta ha sido siempre ser escritora. Después de finalizar sus estudios universitarios vivió durante tres años en la ciudad de Chicago, donde estudió interpretación en la famosa escuela Goodman School for Drama. De regreso a Nueva York intervino en 1984 en su primera obra de teatro. Posteriormente trabajó con varias compañías de teatro, y desde entonces ha considerado el teatro como su prioridad profesional. Ha estado casada en dos ocasiones, la primera de ellas con el también actor Terry Kinney (1984-1988), divorciándose el 10 de octubre. Posteriormente se casó con Julio Macat el 17 de junio de 2000. Además tiene una hija llamada Hannah Jo Phillips, nacida el 1 de septiembre de 1991, sin embargo, no es fruto de ninguno de los dos matrimonios, sino que el padre es el director Maurice Phillips.

## Carrera
Elizabeth Perkins consiguió su primer personaje importante en la película Big (1988), protagonizada por Tom Hanks, la cual fue bien recibida por la prensa especializada y recaudó más de 151 millones de dólares en las taquillas mundiales. Un año después protagonizó la comedia romántica He Said, She Said con Kevin Bacon y Sharon Stone. El mayor éxito de su carrera llegó con la adaptación cinematográfica de The Flintstones titulada The Flintstones (1994), en la que interpretaba al personaje de Vilma, en la que compartía cartel con John Goodman, Rick Moranis, Rosie O'Donnell y Halle Berry. La película no fue bien acogida por la mayoría de la crítica, pero supuso un gran éxito, al sumar más de 340 millones de dólares. Posteriormente llegarían Crazy in Alabama (1999), debut en la dirección de Antonio Banderas, protagonizado por Melanie Griffith, y el drama 28 Days (2000), en el que interpretaba a la hermana mayor de Sandra Bullock. También prestaría su voz a la cinta animada Buscando a Nemo (2003), que ganó el Óscar a la mejor película de animación y recaudó más de 860 millones en las taquillas mundiales.
Participaría en papeles secundarios en The Ring Two (2005), protagonizada por Naomi Watts, en la que interpretaba a la doctora Emma Temple, y en la comedia romántica Must Love Dogs (2005), en la que aparecía con John Cusack y Diane Lane y representaba a la hermana de esta última. En 2005 empezó a rodar la serie de televisión Weeds, que le supuso diversas candidaturas al Globo de Oro a la mejor actriz de reparto en una serie, miniserie o telefilme, al Premio del Sindicato de Actores al mejor reparto en una serie de televisión - Comedia y al Emmy a la mejor actriz de reparto en una serie - Comedia.

## Filmografía
- Filmografía destacada.[10]

| Año  | Película                                | Notas        |
| ---- | --------------------------------------- | ------------ |
| 1986 | About Last Night                        |              |
| 1988 | Big                                     |              |
| 1991 | He Said, She Said                       |              |
| 1991 | The Doctor                              |              |
| 1994 | The Flintstones                         |              |
| 1994 | Miracle on 34th Street                  |              |
| 1997 | Rescuers: Stories of Courage: Two Women |              |
| 1998 | I'm Losing You                          |              |
| 1999 | Crazy in Alabama                        |              |
| 2000 | 28 Days                                 |              |
| 2001 | Como perros y gatos                     |              |
| 2002 | Try Seventeen                           |              |
| 2003 | Buscando a Nemo                         | Voz          |
| 2004 | Speak                                   |              |
| 2005 | The Ring Two                            |              |
| 2005 | Must Love Dogs                          |              |
| 2005 | Weeds (TV)                              | 63 episodios |
| 2005 | Kids in America                         |              |
| 2011 | Hop: Rebelde sin Pascua                 |              |

## Premios
Globos de Oro
| Año  | Categoría                                                   | Película | Resultado |
| ---- | ----------------------------------------------------------- | -------- | --------- |
| 2007 | Mejor actriz de reparto en una serie, miniserie o telefilme | Weeds    | Candidata |
| 2006 | Mejor actriz de reparto en una serie, miniserie o telefilme | Weeds    | Candidata |

Premios del Sindicato de Actores
| Año  | Categoría                                          | Película | Resultado |
| ---- | -------------------------------------------------- | -------- | --------- |
| 2009 | Mejor reparto en una serie de televisión - Comedia | Weeds    | Candidata |
| 2007 | Mejor reparto en una serie de televisión - Comedia | Weeds    | Candidata |

Premios Emmy
| Año  | Categoría                                      | Persona | Resultado |
| ---- | ---------------------------------------------- | ------- | --------- |
| 2009 | Mejor actriz de reparto en una serie - Comedia | Weeds   | Candidata |
| 2007 | Mejor actriz de reparto en una serie - Comedia | Weeds   | Candidata |
| 2006 | Mejor actriz de reparto en una serie - Comedia | Weeds   | Candidata |